# Andrena chrysochersonesus
Andrena chrysochersonesus là một loài Hymenoptera trong họ Andrenidae. Loài này được Baker mô tả khoa học năm 1995.